# وسام العالم الجزائري
وسام العالِم الجزائري (بالإنجليزية: Algerian Scholar Award) وهي جائزة معنوية أطلقتها عام 2007 مؤسسة "وسام العالم الجزائري" بالتعاون مع معهد المناهج الجزائري وتُعد المبادرة الأولى في الجزائر لتكريم علمائها، سواء كانوا من داخل الجزائر أو خارجه،

## طريقة اختيار المتوجين
ويُختار المتوجين بترشيح من الدكاترة والعلماء والباحثين الجزائريين من داخل الجزائر وخارجها، وتهدف أساسا إلى تشجيع العلماء والباحثين الذين برزوا وتركوا بصماتهم في مجال تخصصاتهم، ومن ثمّ تقديمهم للجمهور العام تحت شعار "نعم للجزائر علماؤها".
تُنظم مؤسسة “وسام العالم الجزائري” التظاهرة سنويًا، تُكرِم فيها عالما جزائريا، شرَّف الجزائر في المحافل العلمية الدولية ونشر أبحاثا متميزة تخدم الجزائر وتسهم في نهضتها العلمية. 

## قائمة المتوجين بالوسام
جميع المتوجين بالوسام من أول طبعة 
| الطبعة             | السنة | العالم المتوج           | الصفة | ملاحظات |
| ------------------ | ----- | ----------------------- | --- | ------- |
| الطبعة الأولى      | 2007  | أبو القاسم سعد الله     | شيخ المؤرخين وقدوة الباحثين                                                                               |         |
| الطبعة الثانية     | 2008  | محمد صالح ناصر          | الأديب الشاعر                                                                                             |         |
| الطبعة الثانية     | 2008  | جمال ميموني             | والفيزيائي الفلك                                                                                          |         |
| الطبعة الثالثة     | 2009  | عبد الرزاق قسوم         | الفيلسوف المؤمن                                                                                           |         |
| الطبعة الثالثة     | 2009  | محمد الهادي الحسني      | الأديب الصحفي                                                                                             |         |
| الطبعة الرابعة     | 2010  | سعيد بويزري             | العالم العامل                                                                                             |         |
| الطبعة الخامسة     | 2012  | محمد بولنوار زيان       | العالم الرياضي ضمن الجماعة العلمية                                                                        |         |
| الطبعة السادسة     | 2013  | كمال يوسف تومي          | العالم العالمي البروفيسور                                                                                 |         |
| الطبعة السادسة     | 2013  | الشيخ عبد الرحمن بعموري | الفقيه المصلح                                                                                             |         |
| الطبعة السابعة     | 2014  | أحمد جبار               | العالم بروح العابد البروفيسور                                                                             |         |
| الطبعة الثامنة     | 2015  | بلقاسم حبة              | العالم في خُلقِه البروفيسور                                                                                 |         |
| الطبعة التاسعة     | 2016  | بن عيسى عبد النبي       | الحكيم المربي البروفيسور                                                                                  |         |
| الطبعة العاشرة     | 2017  | محمد عدنان سالم         | رائد النشر في العالم الاسلامي البروفيسور                                                                  |         |
| الطبعة العاشرة     | 2017  | المعلم الجزائري         | |         |
| الطبعة الحادية عشر | 2018  | جمال لكحل               | الخبير في ميكانيك الموائع البروفيسور                                                                      |         |
| الطبعة الثانية عشر | 2021  | ناصر الدين سعيدوني      | رائد الدراسات العثمانية في الجزائر البروفيسور                                                             |         |
| الطبعة الثانية عشر | 2021  | معاوية سعيدوني          | الباحث والمخطط في التاريخ والتراث العمراني الدكتور                                                        |         |
| الطبعة الثالثة عشر | 2022  | يوسف منتالشتة           | البروفيسور المتخصص في الإعلام الآلي وأب الإعلام الآلي في الجزائر                                          | [ 4 ]   |
| الطبعة الثالثة عشر | 2022  | نشيدة قصباجي            | صاحبة إنجاز أول خريطة للرياح في الجزائر                                                                   | [ 4 ]   |
| الطبعة الثالثة عشر | 2022  | نعيمة بنكاري بوديدح     | الباحثة في مجال العمران وترميم الآثار الإسلامية، والعاملة في جامعة السلطان قابوس بسلطنة عمان.             | [ 4 ]   |
| الطبعة الرابعة عشر | 2023  | أحمد موساوي             | بروفيسور وأستاذ جامعي متخصص في علم المنطق                                                                 | [ 5 ]   |
| الطبعة الرابعة عشر | 2023  | بشير حليمي              | بروفيسور متخصص في مجال التكنولوجيا الفائقة ، ومتحدث دولي في لسانيات الكمبيوتر والاتصالات الصوتية والتشفير | [ 5 ]   |
| الطبعة الخامسة عشر | 2024  | محمد بورنان             | بروفيسور و باحث في مجال الإعلام الآلي الكمي                                                               | [ 6 ]   |
| الطبعة الخامسة عشر | 2024  | مليك معزة               | استاذ دكتور متخصص في علوم وتكنولوجيا النانو                                                               | [ 7 ]   |

## مؤسسات
1. مؤسسة وسام العالم الجزائري تُكرم الإذاعة الجزائرية نظير جهودها الحثيثة في دعم العلم والعلماء[8][9]

## هوامش
1. ↑  مؤسسة وسام العالم الجزائري هي مؤسسة علمية جزائرية متخصصة في متابعة الإنجازات العلمية للكفاءات الجزائرية.